# 新赫雷德涅韋

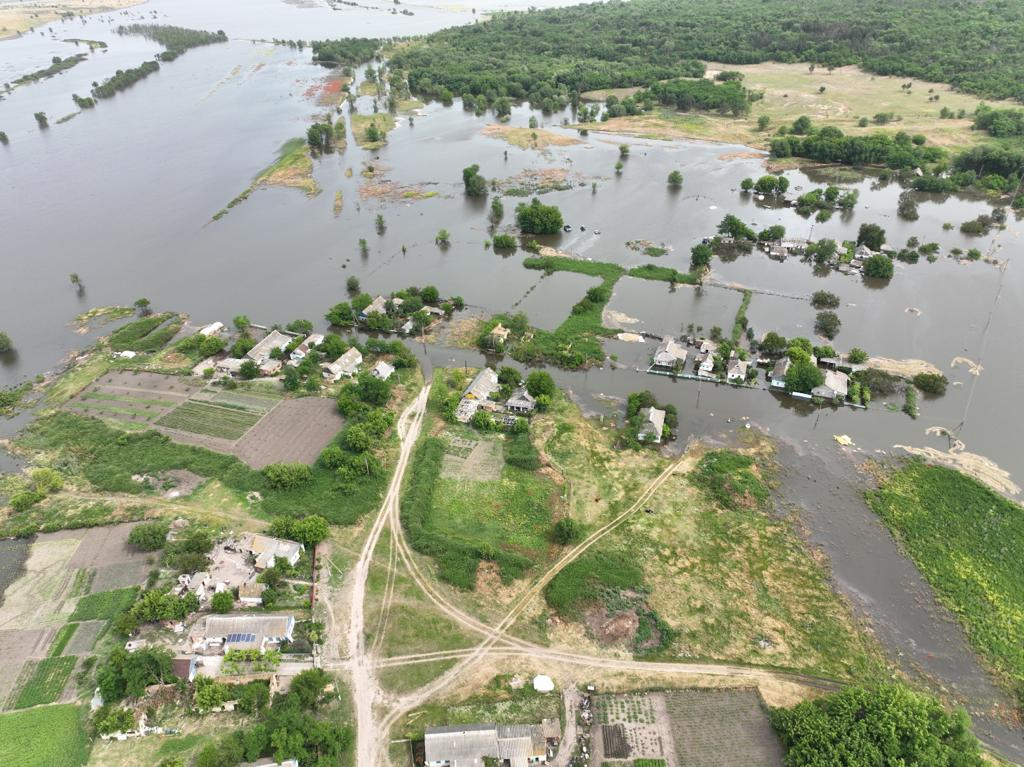
卡霍夫卡水壩潰決事件后村庄被淹

47°9′9″N 33°0′5″E / 47.15250°N 33.00139°E
新赫雷德涅韋（烏克蘭語：Новогреднєве）是位於烏克蘭南部的村莊，由赫爾松州貝里斯拉夫區的卡利尼夫斯凱市鎮負責管轄。該村始建於1898年，面積0.63平方公里，海拔高度3米，2001年人口215，人口密度每平方公里344人。